# Partikularrecht
Als Partikularrecht oder partielles Recht ( iura particularia, im römischen Heimrecht: ius proprium) wird das in einem bestimmten räumlich und sachlich beschränkten Bereich geltende (heimische) Recht (ius patriae) bezeichnet. Es steht im Gegensatz und Konkurrenz zum allgemeinen Recht, dem historischen Gemeinen Recht. Die Kennzeichnung einer Rechtsquelle als Partikularrecht wurde daher erst in Abgrenzung zum rezipierten römischen Recht als ius commune bedeutsam. Voraussetzung ist, dass die Kompetenz zur Schaffung einer Rechtsordnung besteht, die die lokalen Belange regelt. In der Bundesrepublik Deutschland entspricht diesem Gegensatz der von Bundesrecht, Landesrecht und Kommunalrecht.
Bereits im frühmittelalterlichen Nachfolgestaat des untergegangenen Weströmischen Reichs, dem Fränkischen Reich, bestand Rechtsquellenpluralismus, denn es existierten diverse Volksrechte nebeneinander. Diese wurden ab dem Hochmittelalter durch Land-, Stadt- oder sogar Dorfrechte ersetzt. Die Reichskammergerichtsordnung von 1495 erhob die Ordnungen, Statuten und Gewohnheitsrechte der Obrigkeiten in eine Vorrangstellung vor dem bereits wissenschaftlich bearbeiteten Gemeinen Recht, das weitgehend auf dem spätantiken corpus iuris civilis basierte. 
Seit dem 17. Jahrhundert war die Wissenschaft im Lichte der Bestrebungen um rechtliche Praxistauglichkeit in den deutschen Gebieten darum bemüht, die Vielfalt der einheimischen Partikularrechte zu einem gemeinen Privatrecht zu vereinheitlichen, was aber zu keiner Durchsetzung gegenüber dem partikularen und dem zumindest subsidiär geltenden römischen Recht führte. Ab dem Ende des 19. Jahrhunderts traten für die deutschen Gebiete die beiden großen naturrechtlichen Kodifikationen des preußischen Allgemeinen Landrechts und des napoleonischen Code civil in Kraft, die neben dem Gemeinen und dem partiell geltenden sächsischen Recht, Bindungswirkung für den weit überwiegenden Teil der Bevölkerung entfalteten. Mit dem deutschen Bürgerlichen Gesetzbuch, das seit 1900 gilt, sind die partikularen Rechte bis auf geringe Reste beseitigt. Ähnliches gilt für die Rechtsmaterien des Strafrechts und die Prozessordnungen. Das Grundproblem besteht auf europäischer Ebene hingegen fort.
Partikularrecht kommt zumeist durch Änderungen der Gesetzgebungskompetenz zustande, indem das geltende Recht nach einer solchen Kompetenzänderung im Gebiet des bisher zuständigen Gesetzgebers fortgilt. In Bundesstaaten ist partielles Recht auf jeder Ebene zu finden.
In Deutschland wurde durch den Einigungsvertrag die Anwendung vieler Normen des Bundesrechts teils auf das Gebiet der früheren Bundesrepublik, teils auf das Beitrittsgebiet beschränkt. Um partielles Bundesrecht handelte es sich nach Art. 124, Art. 125 Grundgesetz auch bei Gesetzen, die von den deutschen Ländern zwischen dem Ende des Deutschen Reichs am 8. Mai 1945 und dem 7. September 1949 erlassen wurden, soweit sie nach dem Grundgesetz in die Gesetzgebungskompetenz des Bundes fielen. In Teilen vieler deutscher Länder gelten bis heute Gesetze, die aus der Zeit ihrer Vorgängerstaaten stammen, als partielles Landesrecht fort. Nach Eingemeindungen bleibt regelmäßig zumindest für eine Übergangszeit bis zu einer Neuregelung für das gesamte Gemeindegebiet das Ortsrecht der aufgelösten Gemeinden für deren Gebiet in Kraft, bisweilen wird in einem Eingemeindungsvertrag auch die dauerhafte Fortgeltung vereinbart.